# Costumari Català
El Costumari Català és l'obra cabdal del gran folklorista català Joan Amades. Porta com a subtítol El curs de l'any. És l'obra etnogràfica de referència per a qualsevol qüestió relacionada amb les tradicions i els costums a les terres de llengua catalana.
Consta de cinc volums il·lustrats que ordenen els continguts seguint el curs de l'any, el pas de les estacions. La primera edició data de 1952 a l'Editorial Salvat. El 1982, les editorials Salvat i Edicions 62, en col·laboració, en van fer una reedició en facsímil. Els cinc llibres omplen més de 5.000 pàgines.

## Objectiu
El Costumari volia recollir i deixar constància escrita de tot allò que els catalans feien impulsats per la tradició. Amades es mou impulsat per dues raons: l'interès etnogràfic, és a dir dels costums en si mateixos, i la percepció que el saber tradicional estava amenaçat d'oblit.
Es proposa doncs, fer una àmplia recopilació, incloent-hi: creences, preocupacions, supersticions, refranys, cançons, danses, jocs, documents gràfics, costums, rondalles, etc. És molt conscient que indirectament fa un important treball de recull lexicogràfic.
Per fer el Costumari Català, Joan Amades va fer servir les cançons i músiques instrumentals populars recollides per a l'Obra del Cançoner Popular de Catalunya i que ell n'havia tingut accés ja fos treballant a l'oficina del Cançoner Popular, o acompanyant músics folkloristes experts com el seu amic el mestre Joan Tomàs i Parés, del qual va ser veï d'escala i va tenir accés directe als quaderns de melodies recollides pel músic Tomàs arreu del territori de parla catalana.
Amades fa servir dos tipus de fonts: les bibliogràfiques i l'entrevista directa de persones de tota classe, edat, estament i ocupació.
Les dades recollides es van estructurar en dos eixos ben diferenciats:
- Costums col·lectius, que s'organitzen seguint el curs de l'any. Les estacions i els mesos de l'any serveixen per estructurar els volums. Aquests continguts són els que recull el Costumari Català.
- Costums individuals, seguint el curs de la vida, del naixement a la mort. Aquests continguts formarien part d'una obra posterior, Folklore de Catalunya.

Joan Amades va dedicar trenta-cinc anys a la coordinació del Costumari, incloent-hi el recull d'informació, la redacció, la integració dels diferents documents i l'estructuració en cinc volums.

## Continguts i estructura dels volums
- Volum I. Hivern.[2] Des del 21 de desembre fins al 20 de març
- Volum II. Les carnestoltes. La quaresma. Setmana Santa. El cicle pasqual.[3]
- Volum III. Corpus. Primavera.[4] Des del 21 de març al 21 de juny
- Volum IV. Estiu.[5] Des del 22 de juny fins al 20 de setembre.

- Volum V. Tardor.[6] Des del 21 de setembre al 18 de desembre

Cada estació té una introducció general. A començament de mes hi ha les qüestions més destacables del període. A continuació es recullen els aspectes fonamentals de la vida a quatre entorns diferents: la vida al camp (centrat sobretot en la pagesia) la vida a la muntanya (ramaderia), la vida a la costa (pesca) i la vida a poblat (comerç, construcció, artesania…). Després es passa a una relació de costums i tradicions dia a dia, amb especial atenció al santoral. Les diades més importants són especialment destacades.

## Les il·lustracions
L'obra conté 4.908 il·lustracions en blanc i negre, i 28 il·lustracions en color a les portadelles i làmines desplegables.
Les il·lustracions provenen de diverses fonts:
- Il·lustracions extretes de la imatgeria popular gravada al boix: auques, romanços, ventalls, estampes, goigs, cobertes de quaderns infantils i de llibrets de paper de fumar…
- Gravats de llibres populars, llunaris, calendaris, diaris i almanacs.
- Il·lustracions de Manuel Bas, realitzades expressament per al Costumari.
- Gràfics i figures dels balls, i dels gegants i nans, d'Alfred Vivancos.
- Gravats al boix de Joan Castells, representant les estacions, per fer les portades.
- Reproduccions de les estampacions dels "papers bonics" de l'imatger Ignasi Estivill, de Barcelona, per a les decoracions. Els originals són del segon terç del segle xix.